# Tanya Reinhart

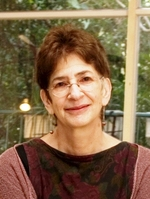
Tanya Reinhart

Tanya Reinhart (Hebreeuws: טניה ריינהרט) (Palestina, 23 juli 1943 - New York, 17 maart 2007) was een Israëlische taalkundige en vredesactiviste.
Reinhart studeerde wijsbegeerte en literatuurwetenschap aan de  Hebreeuwse Universiteit van Jeruzalem. In 1976 verdedigde ze een taalkundig proefschrift aan het Massachusetts Institute of Technology, onder begeleiding van de taalkundige Noam Chomsky. 
Tot 2006 was Reinhart hoogleraar taalkunde aan de Tel Aviv Universiteit en aan de Universiteit Utrecht. Nadat ze haar baan in Tel Aviv had opgegeven, werkte ze als Distinguished Global Professor aan de New York University (NYU).
Buiten de taalkunde werd Reinhart vooral bekend als criticus van het Israëlische beleid in de Palestijnse Gebieden. Haar besluit om haar baan in Tel Aviv op te geven, was volgens haar noodzakelijk doordat het haar onmogelijk was geworden zich nog met dit beleid te verenigen. 